# Rubidiummanganat
Rubidiummanganat ist eine anorganische Verbindung aus der Gruppe der Manganate.

## Herstellung
Rubidiummanganat kann hergestellt werden, indem das Oxid RbO0,9 für 56 Tage bei 660 °C mit Lithiumpermanganat umgesetzt wird. RbO0,9 kann hergestellt werden, indem zunächst Rubidiumchlorid mit Calcium reduziert und das erhaltene elementare Rubidium mit getrockneten Sauerstoff oxidiert wird.
Analog zur Zersetzung von Kaliumpermanganat, die unter anderem Kaliummanganat ergibt, entsteht bei der Zersetzung von Rubidiumpermanganat neben elementarem Sauerstoff, Rubidiumoxid und Mangan(II)-oxid auch Rubidiummanganat.

## Eigenschaften
Rubidiummanganat bildet dunkelgrüne Kristalle. Es kristallisiert im orthorhombischen Kristallsystem in der Raumgruppe Pnma (Raumgruppen-Nr. 62) mit den Gitterparametern a = 7,996 Å; b = 6,062 Å und c = 10,697 Å sowie 4 Formeleinheiten pro Elementarzelle. Die Struktur ist analog zu β-Kaliumsulfat.